# Marusze
Marusze (niem. Dyhrngrund) – część miasta Wodzisław Śląski, w powiecie wodzisławskim, w województwie śląskim, w Polsce. 
Osada zachowała wiejski charakter, a przebiegająca przez nią ulica nosi nazwę ul. Wiejska. Położona jest w południowej części miasta, w pobliżu Turzy Śląskiej i tamtejszego Sanktuarium, w dzielnicy Stare Miasto.

## Historia
Dawna kolonia fryderycjańska, założona przez hrabinę Sophie Caroline von Dyhrn w 1776, zasiedlona osadnikami z Austrii i Niemiec.
Krótko po założeniu w 1776 zawiązała się tu parafia luterańska z niewielkim kościołem drewnianym, która w XIX wieku przeprowadziła się do Wodzisławia. Do dziś zachował się tu cmentarz ewangelicki. 1 stycznia 1946 roku miejscowość włączona została do gminy wiejskiej Wodzisław Śląski, zniesionej 29 września 1954 roku. Do 1972 była to niewielka wieś, 1973 przyłączona została do Wodzisławia Śląskiego. Znajduje się tu kaplica pw. św. Teresę (uważanej za patronkę osady) z lat 20. XX wieku.